# Hemidactylus greeffii
Espèce
Synonymes
- Hemidactylus greefii Bocage, 1886

Hemidactylus greeffii est une espèce de geckos de la famille des Gekkonidae.

## Répartition
Cette espèce est endémique de São Tomé à Sao Tomé-et-Principe.

## Étymologie
Cette espèce est nommée en l'honneur de Richard Greeff (1829–1892).

## Publication originale
- Bocage, 1886  : Reptis e amphibios de S. Tomé. Jornal de Sciencias Mathematicas, Physicas e Naturaes, Lisboa, vol. 11, p. 65-70 (texte intégral).